# San Roque, Guanajuato
San Roque är en ort i Mexiko.   Den ligger i kommunen San Francisco del Rincón och delstaten Guanajuato, i den centrala delen av landet, 300 km nordväst om huvudstaden Mexico City. San Roque ligger 1 751 meter över havet och antalet invånare är 4 875.
Terrängen runt San Roque är platt åt sydost, men åt nordväst är den kuperad. Runt San Roque är det ganska tätbefolkat, med 230 invånare per kvadratkilometer. Närmaste större samhälle är San Francisco del Rincón, 5,2 km norr om San Roque. Trakten runt San Roque består till största delen av jordbruksmark.